# Goûter-souper
Le goûter-souper,, goûter dînatoire, goûter-dîner, goûte-soupe, drunch ou encore slunch (en anglais : Dunch) est un repas se prenant généralement vers 17h.
Il consiste en une association entre un goûter et un souper où on mélange le sucré et le salé,,. Il a lieu généralement entre 17 et 22h.
Slunch est la contraction de supper et lunch,. Drunch est lui la contraction de dinner et lunch, même si les anglophones utilisent plus le terme Dunch.
Ces dernières années, il prend souvent la forme d'un buffet où l'on picore et où on utilise peu de vaisselle,. Il est également très en vogue à New-York à la suite de la crise financière de 2008, mode qui s'est répandue alors par la suite en Europe, même s'il se pratiquait déjà depuis des années[Quand ?] en Belgique,,.